# Helse- og omsorgsdepartementet
Helse- og omsorgsdepartementet er et norsk ministerium, der blev oprettet, da Sosial- og helsedepartementet blev delt i to den 1. januar 2002.
I 2002–2004 hed ministeriet Helsedepartementet. I 2004 blev det bestemt, at Sosialdepartementet skulle afgive omsorgspolitikken, og fra 1. januar 2005 hedder ministeriet Helse- og omsorgsdepartementet.
En række virksomheder (herunder Vinmonopolet) hører under ministeriet.

## Sundhedsministre
- 1992 – 1995: statsråd og sundhedsminister i Sosial- og helsedepartementet Werner Hosewinckel Christie
- 1995 – 1997: statsråd og sundhedsminister i Sosial- og helsedepartementet Gudmund Hernes
- 1997 – 2000: statsråd og sundhedsminister i Sosial- og helsedepartementet Dagfinn Høybråten (1. gang)
- 2000 – 2001: statsråd og sundhedsminister i Sosial- og helsedepartementet Tore Tønne
- 2001 – 2004: statsråd og chef i Helsedepartementet Dagfinn Høybråten (2. gang)
- 2004 – 2005: statsråd og chef i Helse- og omsorgsdepartementet Ansgar Gabrielsen
- 2005 – 2008: statsråd og chef i Helse- og omsorgsdepartementet Sylvia Brustad
- 2008 – 2009: statsråd og chef i Helse- og omsorgsdepartementet Bjarne Håkon Hanssen
- 2009 – 2012: statsråd og chef i Helse- og omsorgsdepartementet Anne-Grete Strøm-Erichsen
- 2012 – 2013: statsråd og chef i Helse- og omsorgsdepartementet Jonas Gahr Støre (senere formand for Ap
- 2013 – nu: statsråd og chef i Helse- og omsorgsdepartementet Bent Høie

## Socialministre 1992 – 2005
- 1992–1994: statsråd og socialminister i Sosial- og helsedepartementetGrete Knudsen (Ap)
- 1994–1997: statsråd og socialminister i Sosial- og helsedepartementet Hill-Marta Solberg (Ap)
- 1997–2000: statsråd og socialminister i Sosial- og helsedepartementet Magnhild Meltveit Kleppa (Sp)
- 2000–2001: statsråd og socialminister i Sosial- og helsedepartementet Guri Ingebrigtsen (Ap)
- 2001–2004: statsråd og socialminister i Sosial- og helsedepartementet Ingjerd Schou (H)
- 2004–2005: Arbejds- og socialminister Dagfinn Høybråten (KrF)